# Мікульчина Анастасія Олександрівна
Анастасія Олександрівна Мікульчина (нар.. 1983, Бендери) — російська актриса театру і кіно.

## Біографія
Народилася 4 серпня 1983 року в місті Бендери, Молдавської РСР. 
Батько Олександр Іванович — інженер-технолог, мати Ольга Веніамінівна — педагог, психолог. Після закінчення Бендерського теоретичного ліцею разом з родиною переїхала до Санкт-Петербурга.
Провчилася рік в Університеті економіки і права на факультеті «Журналістика та зв'язки з громадськістю», після чого вступила до Петербурзької театральної академії. У 2006 році Анастасія закінчила Російський державний інститут сценічних мистецтв.
Того ж року познайомилася з режисером Віктором Мережко, який запросив Анастасію на головну роль в його новому серіалі «Сонька — Золота Ручка».
Зіграла також головну роль у фільмі Бахтіяра Худойназарова «В очікуванні моря», який був фільмом відкриття VII Римського кінофестивалю, однак став, за версією «Комсомольської правди», одним із найбільш провальних фільмів 2013 року.

## Фільмографія
| Рік  |   | Назва                                   | Роль |
| ---- | - | --------------------------------------- | --- |
| 2004 | с | Нові пригоди Ніро Вульфа і Арчі Гудвіна | Лола Цвєткова |
| 2006 | ф | Вдих-видих                              | дівчинка Михайла в юності |
| 2006 | ф | Ленінградець                            | епізод |
| 2006 | с | Сонька — Золота ручка                   | Софія Блювштейн (Сонька на прізвисько «Золота ручка»), шахрайка                                                                     |
| 2007 | ф | Біла ніч, ніжна ніч                     | Катя |
| 2007 | ф | Гріх                                    | Віка, колишня наречена Віктора Зав'ялова                                                                                            |
| 2008 | с | Ливарний, 4                             | Віра |
| 2008 | ф | Заборона на кохання                     | Катя Солнцева |
| 2008 | ф | Хлопчики-дівчатка                       | Віра Шалікова, дружина Дмитра Голишева                                                                                              |
| 2008 | ф | Батьківський день                       | Віра Громова |
| 2009 | ф | Її серце                                | Віка |
| 2010 | с | Сонька. Продовження легенди             | Софія Блювштейн (Сонька на прізвисько «Золота ручка»), шахрайка                                                                     |
| 2012 | с | Красуня                                 | Анна Корольова |
| 2013 | с | Берегова охорона                        | Ольга |
| 2013 | ф | В очікуванні моря/ Waiting For The Sea  | Тамара / Дар'я |
| 2013 | ф | Жовтий у місті                          | Наташа |
| 2013 | ф | Ми із джазу 2                           | Євгенія |
| 2013 | с | Гетери майора Соколова                  | Тайка («Артистка») |
| 2014 | с | Вибух з минулого                        | Ліпатова |
| 2014 | с | Серце ангела                            | Світлана Багрицька |
| 2015 | ф | А зорі тут тихі…                        | Рита Осяніна, молодший сержант Червоної армії, командир відділення                                                                  |
| 2018 | с | Той, хто читає думки (Менталіст)        | Катерина Василівна Філатова, майор, слідча, начальниця особливого слідчого відділу з розслідування вбивств при міністерстві юстиції |

## Ролі в театрі
- «Залізяка» — дівчина (за п'єсою О. Мухіної «Ю», Петербурзьке театральне об'єднання[7], реж. Іван Осипов[8]; Гран-прі Міжнародного театрального фестивалю FAUN в Чехії (2005))